# Škoda Superb
Škoda Superb – samochód osobowy klasy średniej produkowany pod czeską marką Škoda od 2001 roku. Od 2023 roku produkowana jest czwarta generacja pojazdu.

## Pierwsza generacja

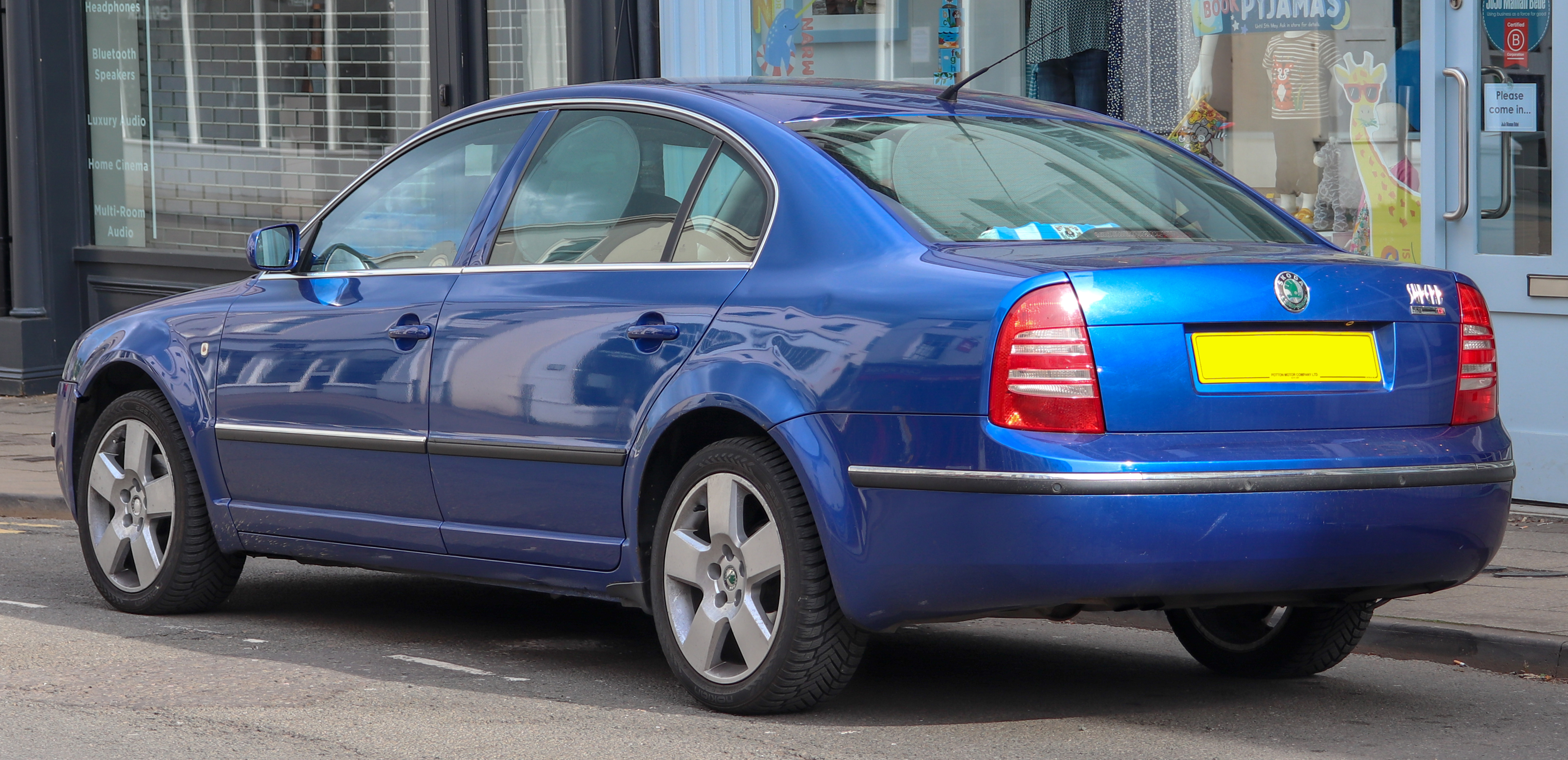
Škoda Superb I - tył

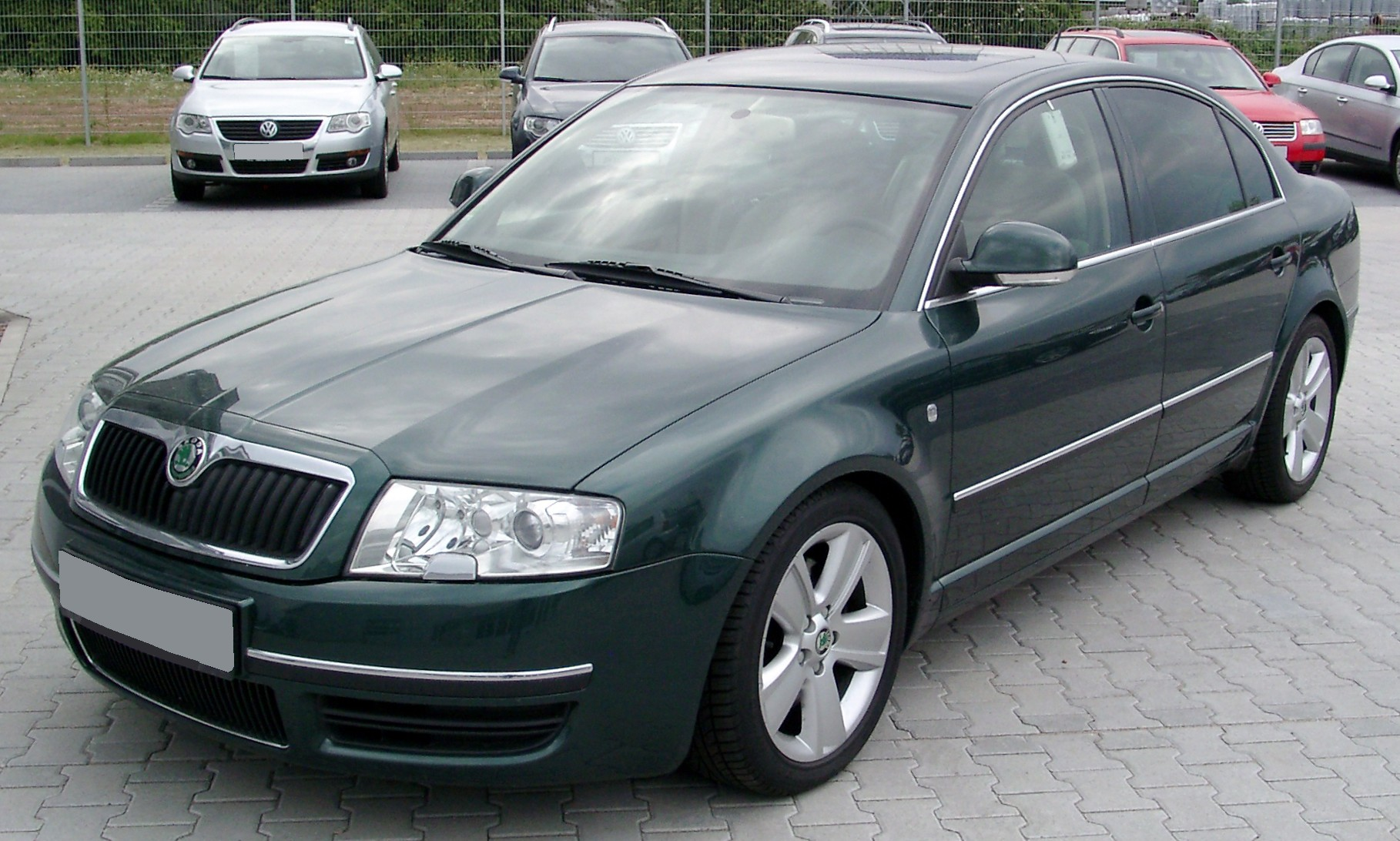
Škoda Superb I po liftingu

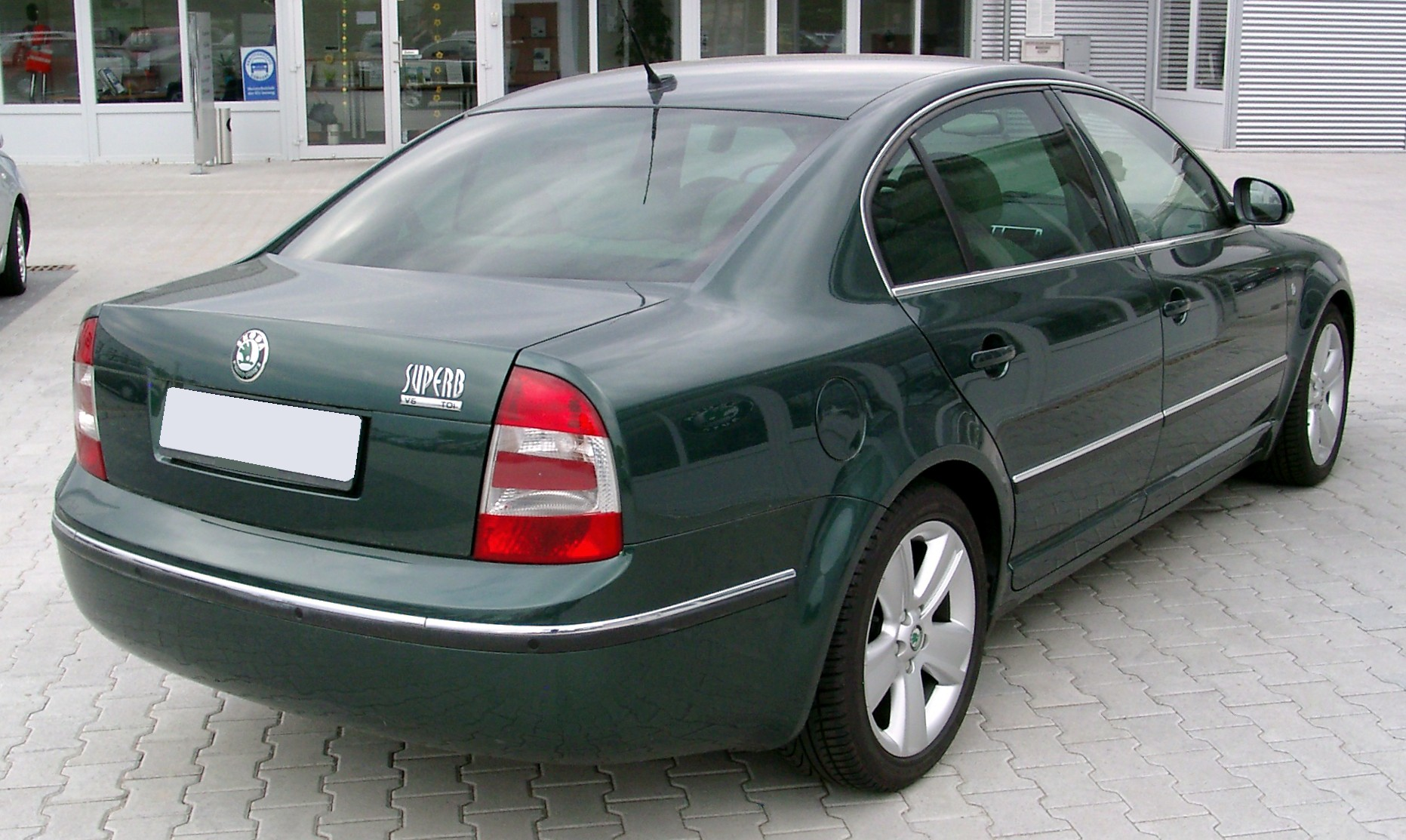
Škoda Superb I - tył po liftingu

Škoda Superb I została po raz pierwszy oficjalnie zaprezentowana podczas targów motoryzacyjnych we Frankfurcie w 2001 roku.
Samochód został zbudowany na bazie przedłużonej płyty podłogowej skonstruowanej przez niemiecki koncern Volkswagen AG do produkcji Volkswagena Passata B5 oraz Audi A4 B5. Prototyp pojazdu został zaprezentowany pół roku wcześniej, podczas targów motoryzacyjnych w Genewie pod nazwą Montreux.
W 2002 roku zaprezentowany został prototyp wersji kombi pojazdu, która nie została wprowadzona do produkcji z obawy przed przejęciem potencjalnych klientów Passata oraz A4. W tym samym roku zaprezentowany został koncept Tudor z nadwoziem coupé, który także nie został wprowadzony do produkcji. W 2003 roku podniesiona została moc silnika wysokoprężnego V6 o pojemności 2.5 l z 155 do 163 KM.
14 sierpnia 2006 roku rozpoczęto produkcję zmodernizowanej wersji modelu. Auto otrzymało nowy kształt przednich i tylnych reflektorów oraz nową atrapę chłodnicy, a lusterka zewnętrzne wyposażone zostały w kierunkowskazy. Pojawiły się także nowe odcienie lakieru. Przy okazji liftingu wprowadzono we wnętrzu delikatne zmiany kosmetyczne oraz białe podświetlenie zegarów i nową wersję wyposażeniową Laurin & Klement. Trzy dni później opuścił fabrykę 100 000 egzemplarz, który z silnikiem 1.8 T o mocy 150 KM trafił do ukraińskiego oddziału firmy Golden Telecom.

### Wersje wyposażeniowe
- Ambiente
- Classic
- Comfort
- Prestige
- Prestige Plus
- Elegance
- Laurin & Klement (wersje FL)
- Edition 100

W zależności od wersji wyposażeniowej auto wyposażone mogło być standardowo lub za dopłatą w m.in. elektryczne sterowanie szyb, elektryczne sterowanie lusterek oraz podgrzewanie, system ABS z EBD, ASR, EBA i ESP, 4 poduszki powietrzne, skórzaną tapicerkę, 16-calowe alufelgi, system nawigacji satelitarnej oraz klimatyzację automatyczną, a także reflektory biksenonowe i spryskiwacze reflektorów, cztery podgrzewane siedzenia, zestaw DVD, elektrycznie sterowane fotele przednie, fotochromatyczne lusterko wsteczne, czujniki parkowania, radioodtwarzacz CD ze zmieniarką na 6 płyt, tempomat i szyberdach.

### Silniki
| Silnik                | Pojemność skokowa [cm³] | Typ silnika        | Moc maksymalna [KM][KW] przy obr./min | Maks. moment obrotowy [Nm] przy obr./min | Przyspieszenie 0-100 km/h [s] | Prędkość maks. [km/h]    |                    |                    |                    |
| Silniki benzynowe:    | Silniki benzynowe:      | Silniki benzynowe: | Silniki benzynowe:                    | Silniki benzynowe:                       | Silniki benzynowe:            | Silniki benzynowe:       | Silniki benzynowe: | Silniki benzynowe: | Silniki benzynowe: |
| --------------------- | ----------------------- | ------------------ | ------------------------------------- | ---------------------------------------- | ----------------------------- | ------------------------ | ------------------ | ------------------ | ------------------ |
| 1.8 T                 | 1781                    | R4                 | 150 [110] / 5700                      | 210/1750                                 | manual: 9,5 automat: 10,9     | manual: 216 automat: 212 |                    |                    |                    |
| 2.0                   | 1984                    | R4                 | 115 [85] / 5400                       | 172/3500                                 | 11,6                          | 197                      |                    |                    |                    |
| 2.8                   | 2771                    | V6                 | 193 [142] / 6000                      | 280/3200                                 | manual: 8,0 automat: 9,4      | manual: 237 automat: 232 |                    |                    |                    |
| Silniki wysokoprężne: |                         |                    |                                       |                                          |                               |                          |                    |                    |                    |
| 1.9 TDI               | 1896                    | R4                 | 101 [74] / 4000                       | 250/1900                                 | 13,2                          | 189                      |                    |                    |                    |
| 1.9 TDI               | 1896                    | R4                 | 105 [77] / 4000                       | 250/1750                                 | 12,3                          | 192                      |                    |                    |                    |
| 1.9 TDI               | 1896                    | R4                 | 116 [85] / 4000                       | 285/1900                                 | 11,7                          | 196                      |                    |                    |                    |
| 1.9 TDI               | 1896                    | R4                 | 130 [96] / 4000                       | 285/1750                                 | 9,8                           | 204                      |                    |                    |                    |
| 2.0 TDI               | 1968                    | R4                 | 140 [103] / 4000                      | 320/1900                                 | 11,0                          | 212                      |                    |                    |                    |
| 2.5 TDI               | 2496                    | V6                 | 155 [114] / 4000                      | 310/1400                                 | 10,2                          | 217                      |                    |                    |                    |
| 2.5 TDI               | 2496                    | V6                 | 163 [120] / 4000                      | 350/1250                                 | 9,8                           | 221                      |                    |                    |                    |

## Druga generacja

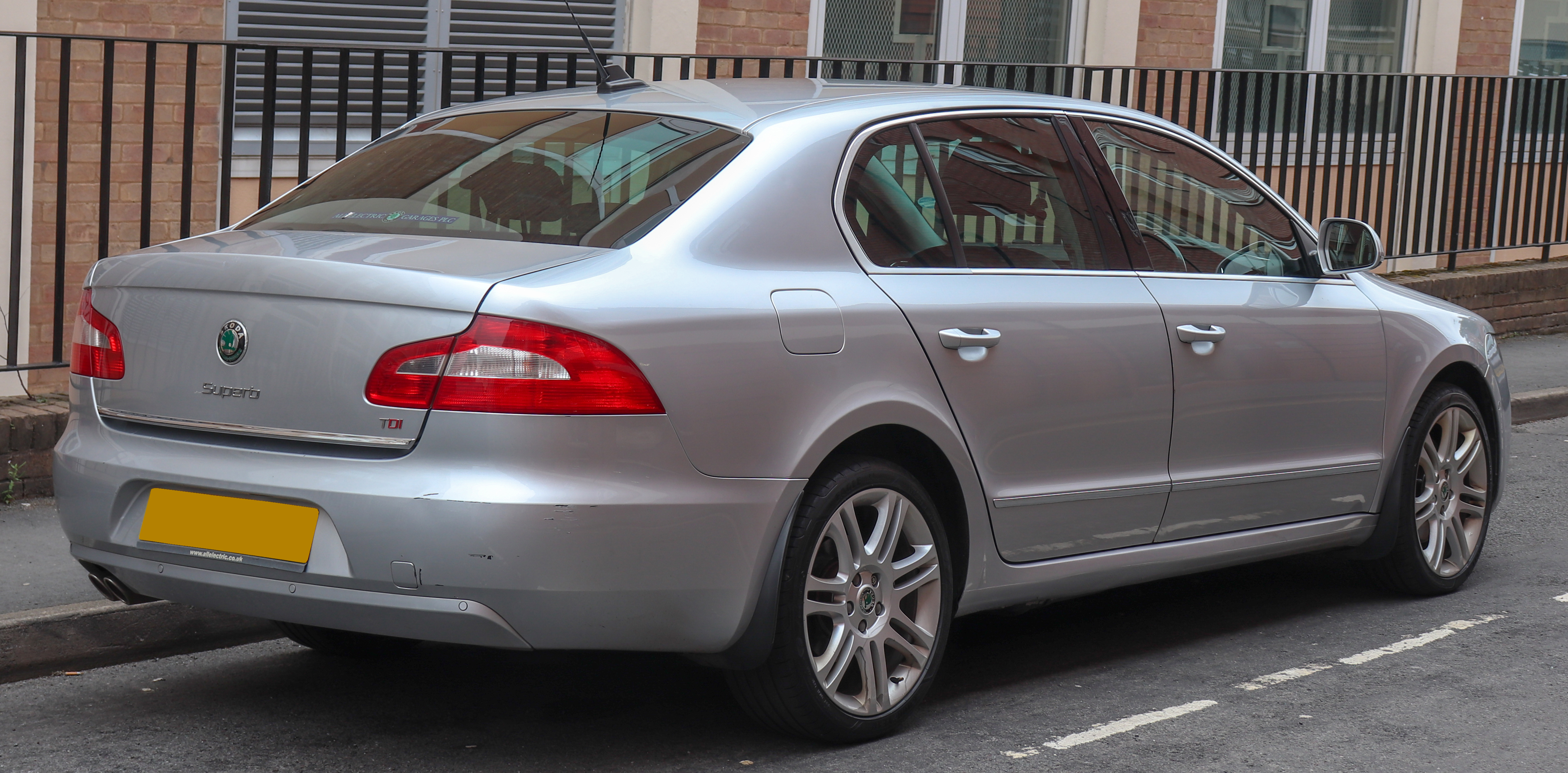
Škoda Superb II - tył

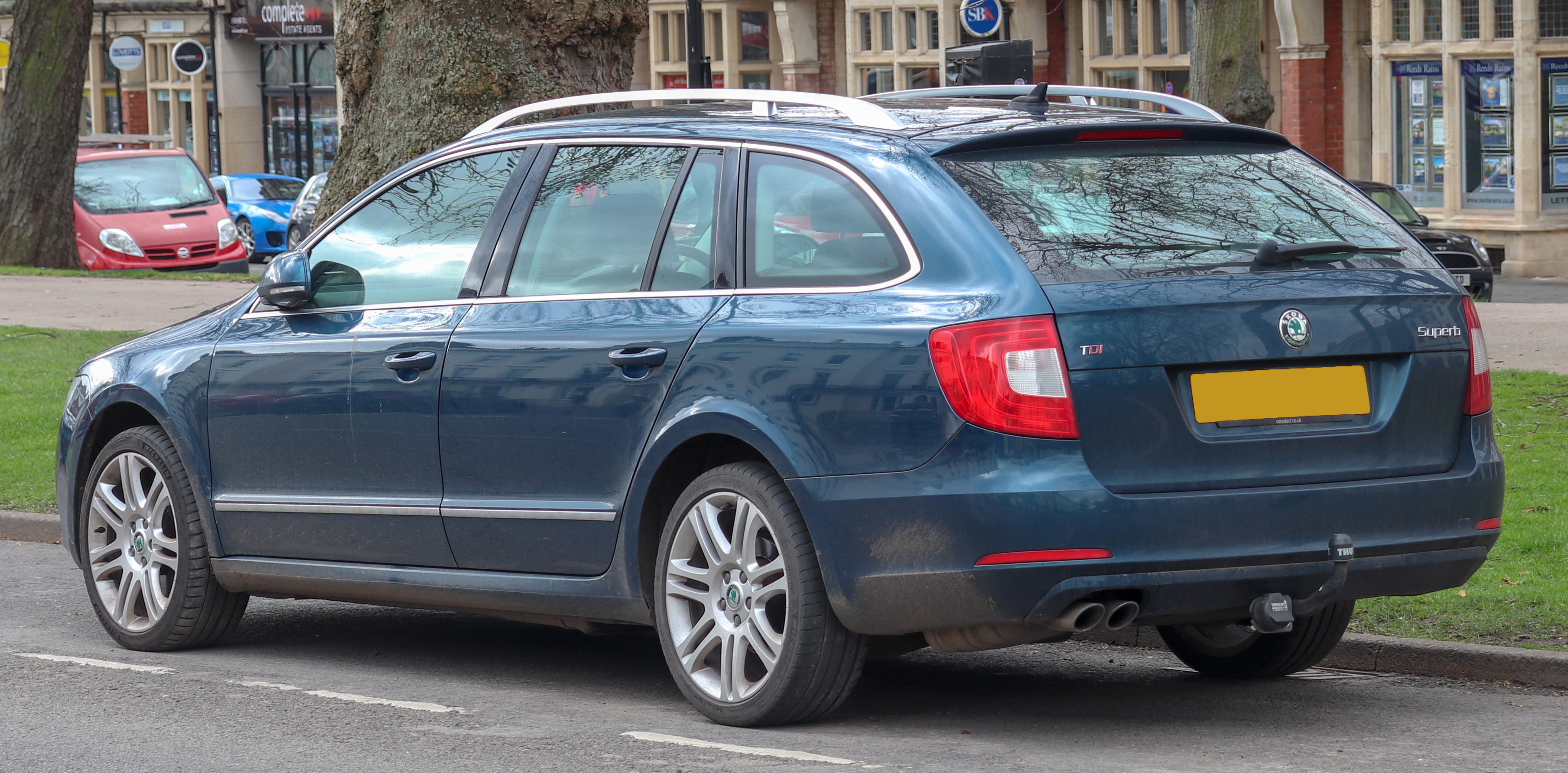
Škoda Superb II Kombi

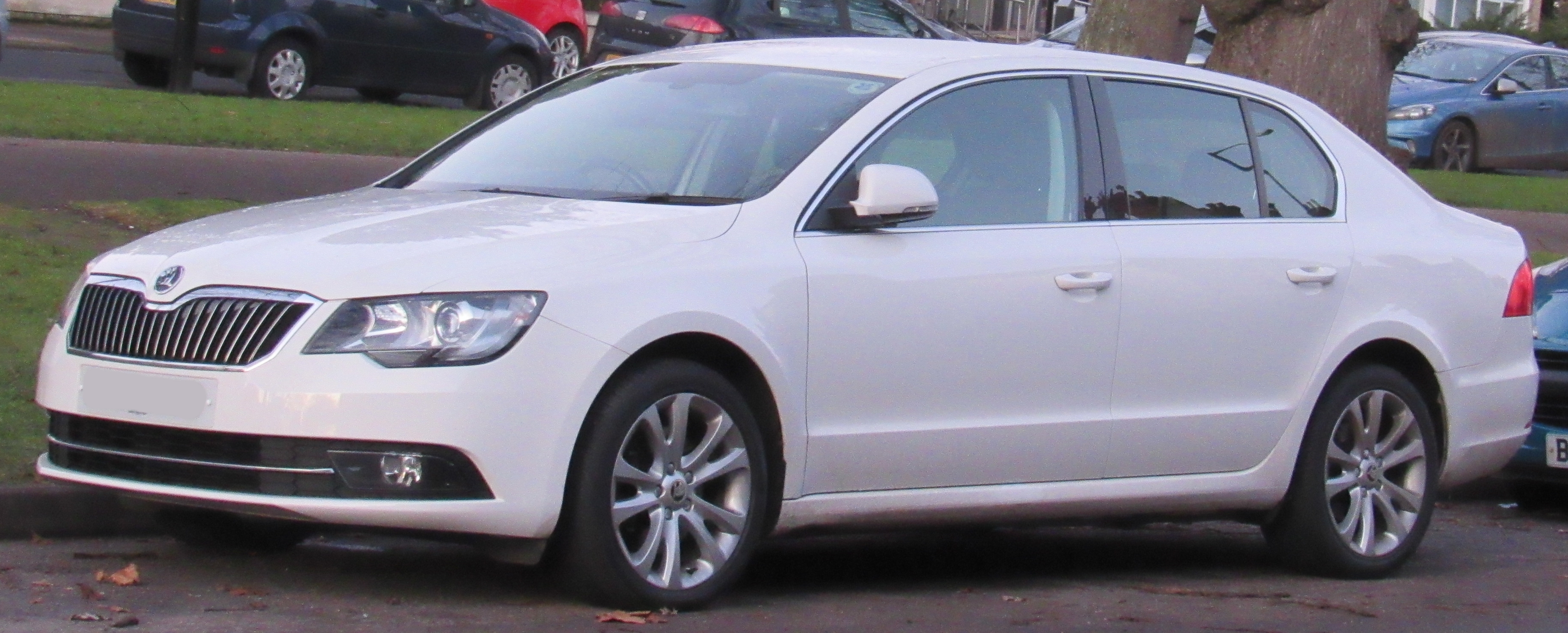
Škoda Superb II po liftingu

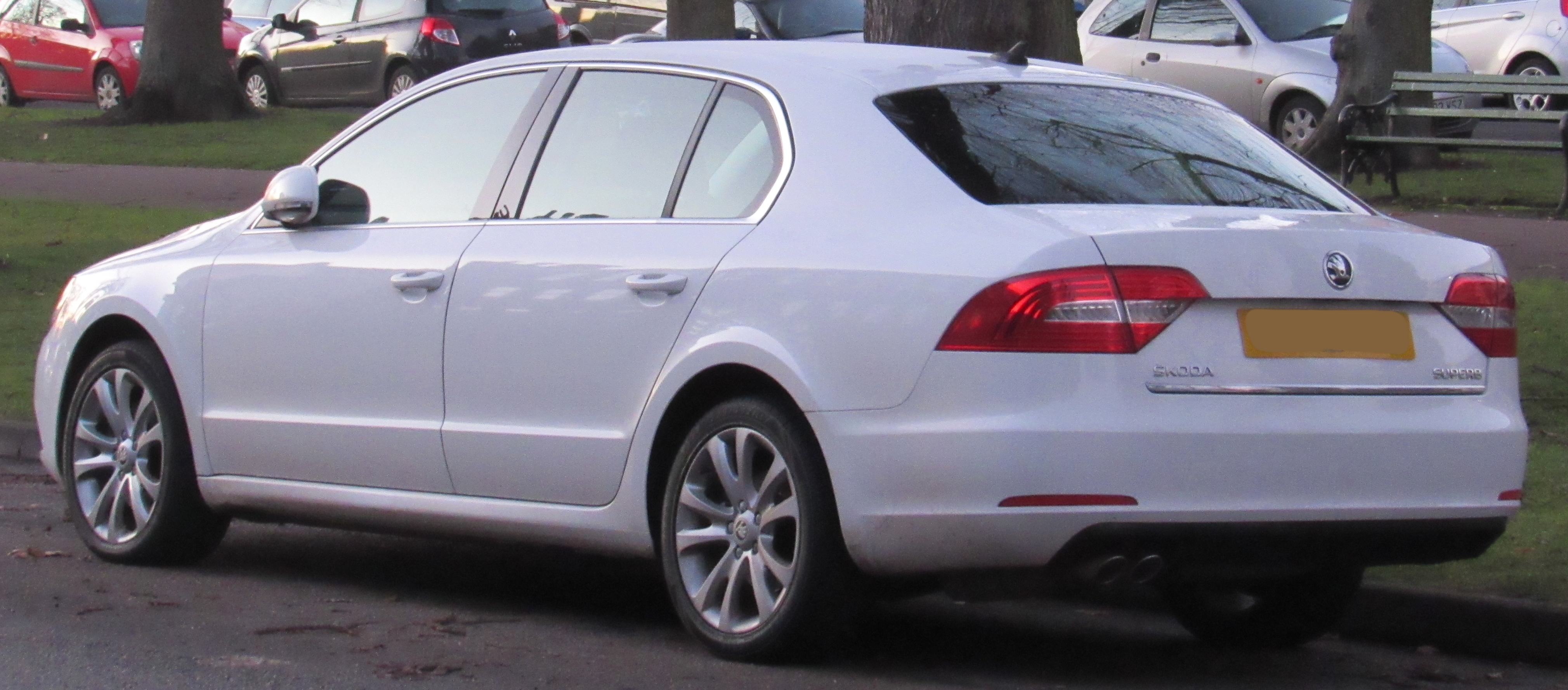
Škoda Superb - tył po liftingu

Škoda Superb II została po raz pierwszy oficjalnie zaprezentowana podczas targów motoryzacyjnych w Genewie w 2008 roku. 
Samochód został zbudowany na bazie niemieckiej płyty podłogowej Volkswagen AG o nazwie PQ46 wykorzystanej do budowy m.in. Volkswagena Passata B6, Audi A4 B8 oraz Seata Alhambra i Volkswagena Sharana. W przeciwieństwie do pierwszej generacji pojazdu, auto jest liftbackiem posiadającym sylwetkę klasycznego sedana dzięki zastosowaniu innowacyjnego systemu otwierania klapy bagażnika, którą można unieść samą lub wraz z szybą. W 2009 roku podczas targów we Frankfurcie zaprezentowano wersję kombi pojazdu.
W 2013 roku przeprowadzono face lifting pojazdu. Zmodernizowany został m.in. pas przedni pojazdu w którym zastosowane zostały nowe reflektory przednie w które wkomponowano światła do jazdy dziennej wykonane w technologii LED oraz zderzak, atrapę chłodnicy oraz pokrywę silnika. Zmianom poddano także pas tylny, przy czym znacznie poważniejszych zmian doczekał się liftback. Kombi zyskało jedynie lekko przerobioną klapę bagażnika z wcięciami w stylu nowej Octavii Combi, liftback otrzymał zupełnie nowe światła, mocno przeprojektowaną pokrywę bagażnika, zmieniony zderzak i inne umiejscowienie tablicy rejestracyjnej. Modyfikacjom uległo także wnętrze pojazdu: zmieniono kierownicę na 3 lub 4-ramienną oraz odświeżono wzory tapicerek. Wszystkie silniki wysokoprężne oraz silnik benzynowy 1.4 TSI 125 KM wyposażono w system StartStop oraz wprowadzono połączenie napędu na obie osie z półautomatyczną skrzynią biegów DSG w silniku wysokoprężnym 2.0 TDI 170 KM. Oficjalna premiera auta odbyła się podczas targów motoryzacyjnych w Szanghaju 19 kwietnia. Produkcja zmodernizowanej odmiany Superba ruszyła 30 maja 2013 roku.

### Wersje wyposażeniowe[13]
- Active
- Active GreenLine
- Ambition
- Ambition GreenLine
- Business - wersja businessowa wyposażona m.in. w dwukolorowe 18-calowe alufelgi, przyciemniane szyby, skórzaną tapicerkę, elektrycznie sterowane fotele, dwustrefową klimatyzację, tempomat, system wspomagający parkowanie, skórzaną kierownicę, lewarek skrzyni biegów oraz hamulec ręczny[14].
- Combi Outdoor[15] – wersja uterenowiona, która jest czeskim odpowiednikiem Volkswagena Passata Alltrack oraz Subaru Outback. Pojazd posiada ochrony zderzaków, nadkoli i progów, które wykonane są z tworzyw sztucznych oraz przyciemniane szyby. Prześwit został podniesiony o 20 mm, co pozwala jeździć w lekkim terenie[16]. Za dopłatą można było dostać zmienione sprężyny oraz amortyzatory[16]. Jak każdy Superb ma mnóstwo przestrzeni w środku[17]. Napęd 4x4 jest napędzany przez sprzęgło Haldex, tak samo jak w Octavii Scout[18], oraz bliźniaczym Passacie Alltracku[19]. Cena od 137 900 zł.[17] Pojazd produkowany jest w wersjach: Ambition, Elegance oraz Platinum do których można dokupić pakiet Fresh (nawigacja satelitarna, system audio z 10 głośnikami, czujniki parkowania, ogrzewana przednia szyba, relingi dachowe, 18-calowe alufelgi)[20]
- Comfort
- Elegance
- Elegance GreenLine
- Executive
- Family
- Laurin&Klement
- Platinum

Standardowe wyposażenie podstawowej wersji Comfort obejmuje m.in. 7 poduszek powietrznych, system ABS z ESP, półautomatyczną klimatyzację, elektryczne sterowanie szyb, elektryczne sterowanie lusterek, system audio CD z MP3 oraz zmieniarką płyt i 8-głośnikami wraz z wejściem AUX oraz tylne czujniki parkowania.
W zależności od wersji wyposażenia samochód wyposażyć można m.in. w reflektory biksenonowe z funkcją adaptacyjnego oświetlenia AFS oraz doświetlaniem zakrętów, wielofunkcyjny wyświetlacz komputera pokładowego, schowek na parasol, dwustrefową klimatyzację automatyczną, tempomat, samo ściemniające się lusterko wewnętrzne, skórzaną kierownicę, podgrzewane przednie fotele, 17-calowe alufelgi oraz zewnętrzne wykończenia w chromie, podgrzewane dysze spryskiwaczy przedniej szyby, tylną roletę przeciwsłoneczną, przednie czujniki parkowania, elektrycznie sterowane fotele z funkcją pamięci oraz podgrzewaną tylną kanapę, elektrycznie sterowany szyberdach z bateriami słonecznymi, niezależny system ogrzewania ze zdalnym sterowaniem, system nawigacji satelitarnej z tunerem TV, wysokiej klasy system audio z cyfrowym korektorem i 10-głośnikami, 18-calowe alufelgi oraz wykończenie fotele Alcantarą, a także dach panoramiczny.

### Silniki
| Silnik                | Pojemność skokowa [cm³] | Typ silnika        | Moc maksymalna [KM][KW] przy obr./min | Maks. moment obrotowy [Nm] przy obr./min | Przyspieszenie 0-100 km/h [s] | Prędkość maks. [km/h] |                    |                    |                    |
| Silniki benzynowe:    | Silniki benzynowe:      | Silniki benzynowe: | Silniki benzynowe:                    | Silniki benzynowe:                       | Silniki benzynowe:            | Silniki benzynowe:    | Silniki benzynowe: | Silniki benzynowe: | Silniki benzynowe: |
| --------------------- | ----------------------- | ------------------ | ------------------------------------- | ---------------------------------------- | ----------------------------- | --------------------- | ------------------ | ------------------ | ------------------ |
| 1.4 TSI               | 1390                    | R4                 | 125 [92] / 5000                       | 200/1500 - 4000                          | 10,5                          | 201                   |                    |                    |                    |
| 1.8 TSI               | 1798                    | R4                 | 160 [118] / 5000 - 6200               | 250/1500 - 4200                          | 8.3                           | 230                   |                    |                    |                    |
| 1.8 TSI DSG           | 1798                    | R4                 | 160 [118] / 4500 - 6200               | 250/1500 - 4500                          | 8,4                           | 230                   |                    |                    |                    |
| 1.8 TSI 4x4           | 1798                    | R4                 | 160 [118] / 4500 - 6200               | 250/1500 - 4500                          | 8.5                           | 226                   |                    |                    |                    |
| 2.0 TSI DSG           | 1984                    | R4                 | 200 [147] / 5100 - 6000               | 280/1700 - 5000                          | 7,8                           | 235                   |                    |                    |                    |
| 3.6 FSI DSG 4x4       | 3597                    | VR6                | 260 [191] / 6000                      | 350/2500 - 5000                          | 6,5                           | 250                   |                    |                    |                    |
| Silniki wysokoprężne: |                         |                    |                                       |                                          |                               |                       |                    |                    |                    |
| 1.6 TDI CR DPF        | 1598                    | R4                 | 105 [77] / 4000                       | 250/1500 - 2500                          | 12,5                          | 189                   |                    |                    |                    |
| 1.9 TDI               | 1896                    | R4                 | 105 [77] / 4000                       | 250/1900                                 | 12,5                          | 196                   |                    |                    |                    |
| 1.9 TDI Greenline     | 1896                    | R4                 | 105 [77] / 4000                       | 250/1900                                 | 12,5                          | 194                   |                    |                    |                    |
| 2.0 TDI               | 1968                    | R4                 | 140 [103] / 4000                      | 320/1800 - 2500                          | 10,2                          | 204                   |                    |                    |                    |
| 2.0 TDI DSG           | 1968                    | R4                 | 140 [103] / 4000                      | 320/1800 - 2500                          | 10,2                          | 205                   |                    |                    |                    |
| 2.0 TDI CR DPF        | 1968                    | R4                 | 140 [103] / 4000                      | 320/1800 - 2500                          | 10                            | 206                   |                    |                    |                    |
| 2.0 TDI CR DPF        | 1968                    | R4                 | 170 [125] / 4200                      | 350/1750 - 2500                          | 9.0                           | 221                   |                    |                    |                    |
| 2.0 TDI CR DSG        | 1968                    | R4                 | 170 [125] / 4200                      | 350/1750 - 2500                          | 9.0                           | 220                   |                    |                    |                    |
| 2.0 TDI CR 4x4        | 1968                    | R4                 | 170 [125] / 4200                      | 350/1750 - 2500                          | 8.8                           | 220                   |                    |                    |                    |
| 2.0 TDI CR 4x4DSG     | 1968                    | R4                 | 170 [125] / 4200                      | 350/1750 - 2500                          | 8.9                           | 220                   |                    |                    |                    |

## Trzecia generacja

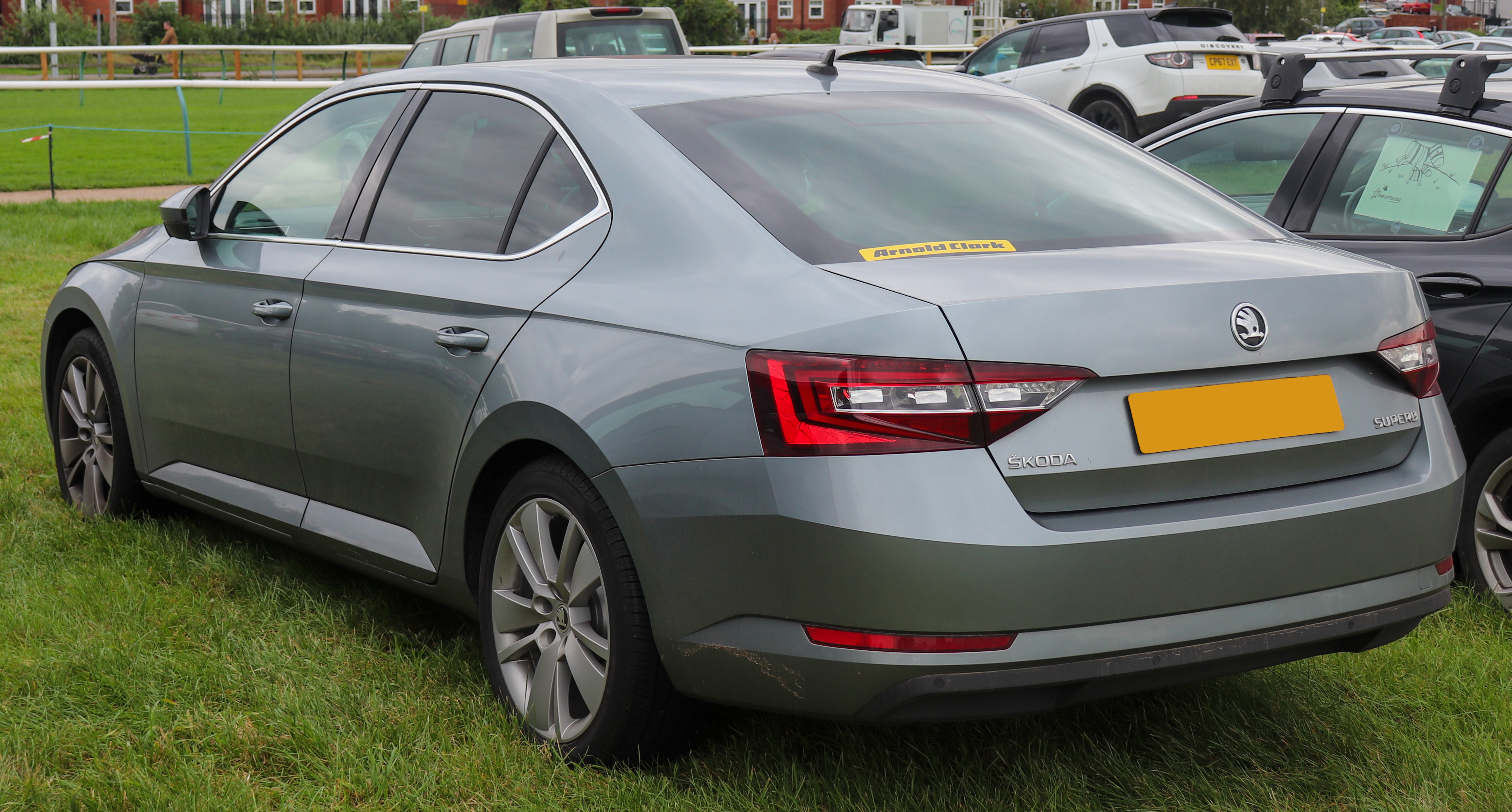
Škoda Superb III - tył

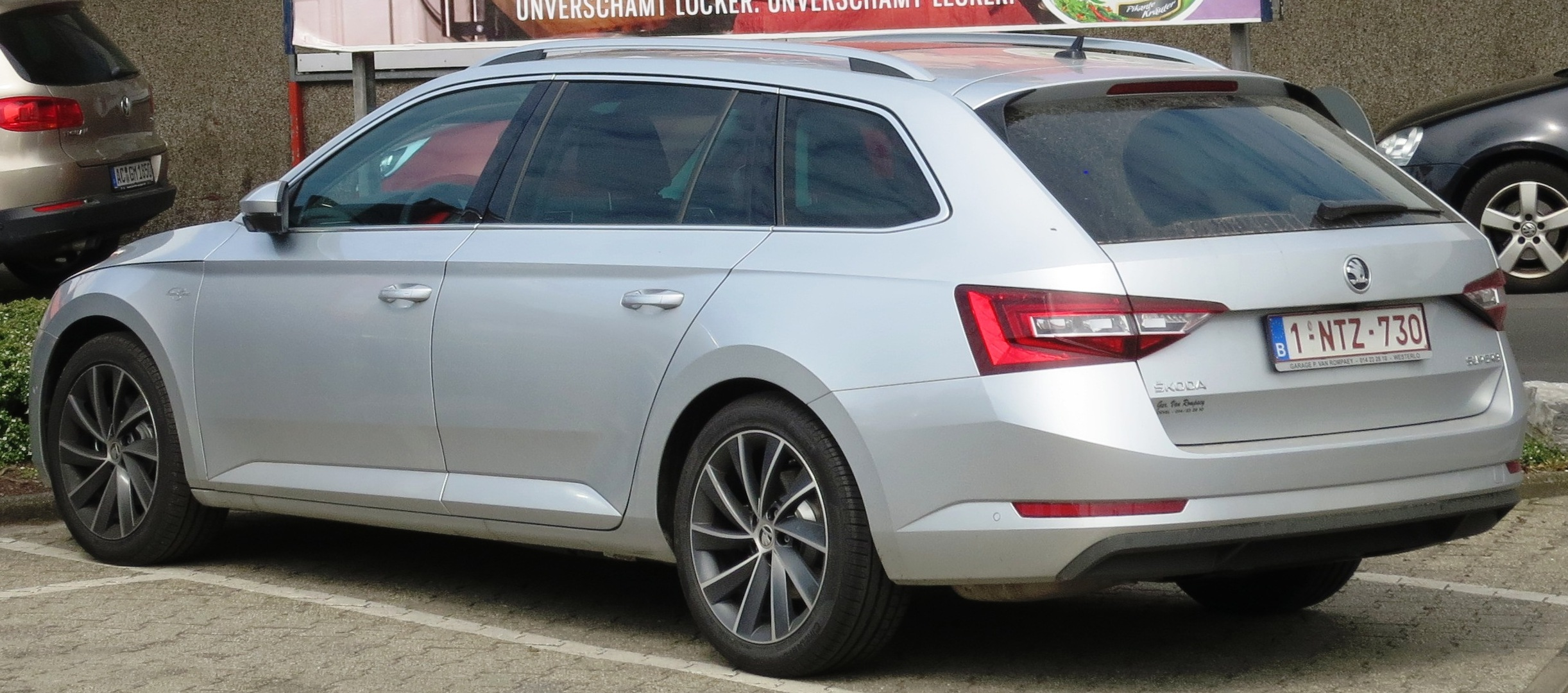
Škoda Superb III Kombi

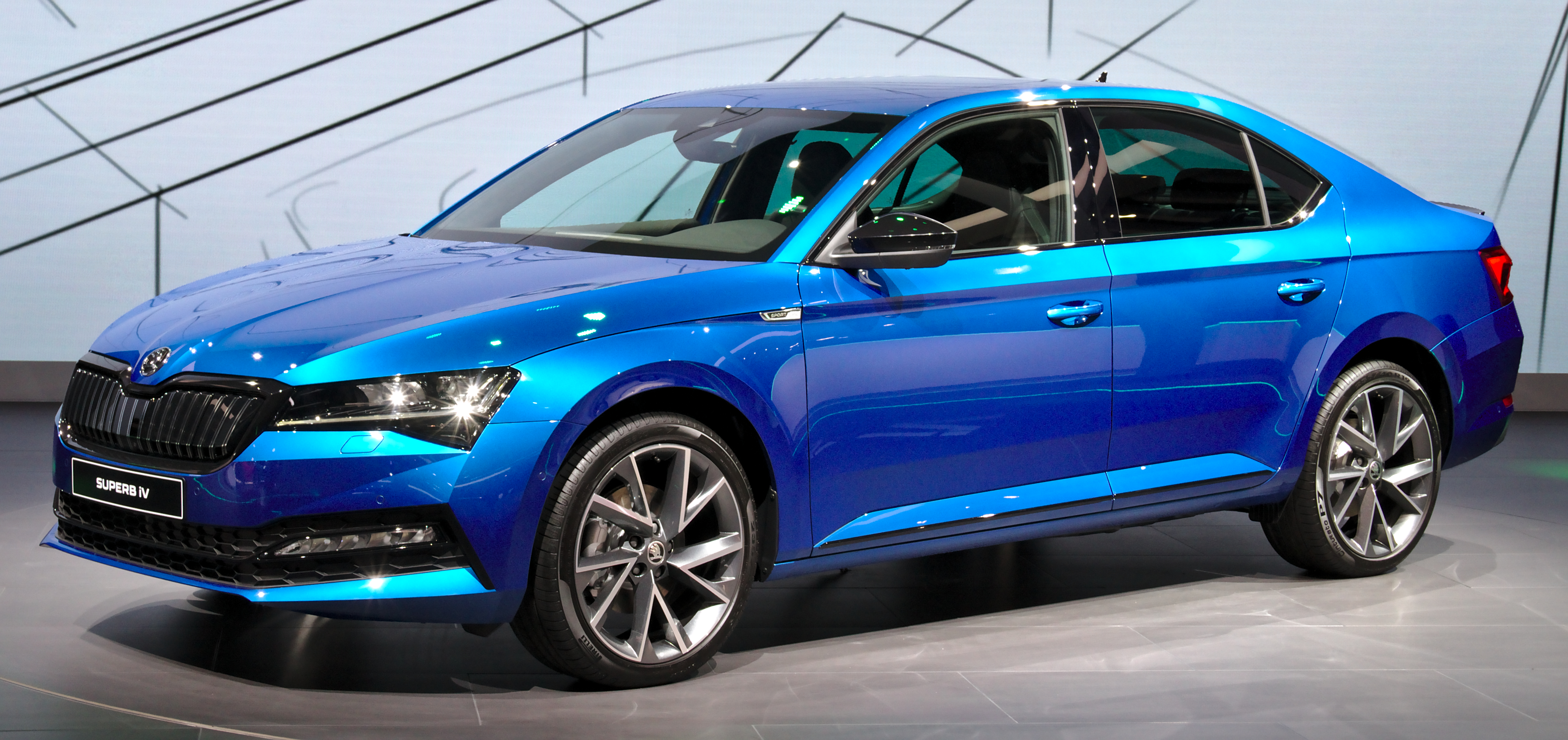
Škoda Superb III po liftingu

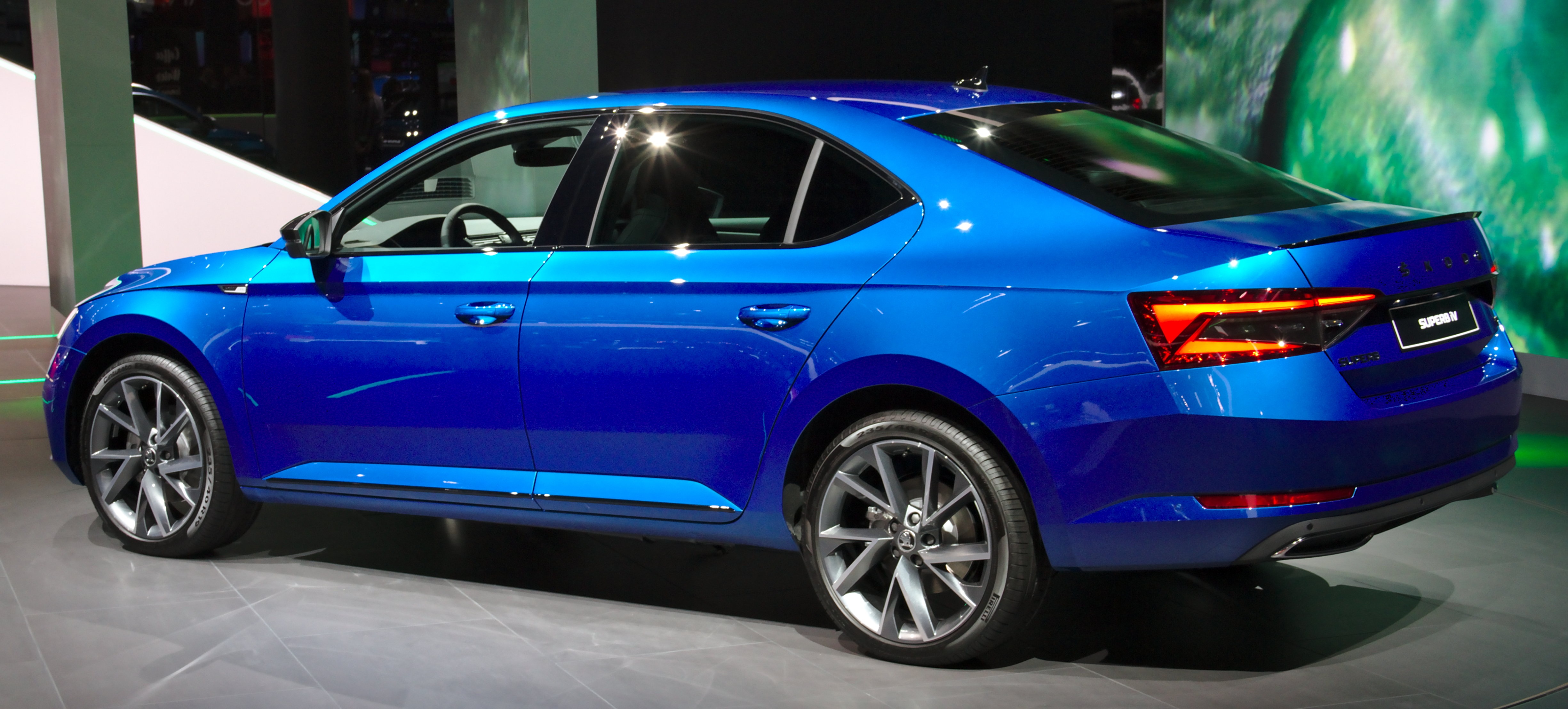
Škoda Superb III - tył po liftingu

Škoda Superb III została po raz pierwszy oficjalnie zaprezentowana podczas targów motoryzacyjnych w Genewie w marcu 2015 roku.
Pojazd został zbudowany na bazie niemieckiej płyty podłogowej koncernu Volkswagen AG oznaczonej symbolem MQB, która wykorzystana została do zbudowania m.in. Volkswagena Passata B8. Kilka elementów designu zostało przejętych z koncepcyjnego modelu VisionC. W przeciwieństwie do poprzedniej generacji pojazdu samochód jest typowym liftbackiem. Nie posiada innowacyjnego systemu otwierania bagażnika, który okazał się zbyt ciężki i drogi w produkcji.
Pod koniec maja 2015 roku zaprezentowano pierwsze zdjęcia wersji kombi pojazdu. Oficjalna premiera pojazdu miała miejsce podczas targów motoryzacyjnych we Frankfurcie we wrześniu.
Podczas targów motoryzacyjnych we Frankfurcie we wrześniu 2015 roku zaprezentowano także wersję ekologiczną pojazdu o nazwie GreenLine. Samochód napędzany jest wysokoprężnym silnikiem 1.6 TDI o mocy 120 KM, który charakteryzuje się niskim spalaniem.
W maju 2019 roku zaprezentowana została wersja po face liftingu. Najbardziej charakterystycznym elementem wyglądu zmodernizowanej wersji pojazdu jest atrapa chłodnicy, po której obu krawędziach umieszczone zostały węższe reflektory przednie, które opcjonalnie wyposażone mogą być w matrycowe lampy LED. Przemodelowane zostały także m.in. przednie światła przeciwmgłowe oraz przedni zderzak. Z tyłu pojazdu zrezygnowano z logo marki na rzecz dużego napisu Škoda podkreślonego chromowaną listwą przebiegającą przez całą szerokość pojazdu. Delikatnie odświeżone zostały także tylne lampy, oraz zastosowane zostały nowe wzory aluminiowych felg i lakierów. We wnętrzu pojazdu zastosowane zostały nowe chromowane wstawki na wskaźnikach, a do listy wyposażenia standardowego dodany został system bezkluczykowy. Po raz pierwszy w historii marki do gamy jednostek napędowych pojazdu trafił napęd hybrydowy określany mianem iV. Wersję tę napędza  benzynowa jednostka 1.4 TSI, która w połączeniu z silnikiem elektrycznym generuje moc około 220 KM. Niektóre silniki zostały również wzmocnione, np.: zamiast 2.0 TDI 190km jest 2.0 TDI 200km 

### Wyposażenie
- Active
- Ambition
- Style
- Sportline
- Laurin&Klement

Wyposażenie podstawowej wersji Active obejmuje m.in. 7 poduszek powietrznych, system ABS z ESP, MSR, ASR, EDS, HBA, DSR, RBS, MKB, TPM, elektroniczny hamulec ręczny, elektryczne sterowanie szyb, ogrzewane oraz elektrycznie sterowane lusterka, dwustrefową klimatyzację automatyczną, system bezdotykowego otwierania bagażnika, czujniki parkowania, elektrycznie sterowaną pokrywę bagażnika, rolety przeciwsłoneczne bocznych szyb tylnych oraz szyby tylnej, komputer pokładowy, trójramienną skórzaną kierownicę, światła przeciwmgłowe, adaptacyjny tempomat z funkcją ruszania w korkach oraz tylne światła wykonane w technologii LED, a także 8-głośnikowy system audio wyposażony w radio CD/MP3/USB/AUX wyposażony w 5-calowy wyświetlacz dotykowy.
W zależności od wersji wyposażenia pojazdu wyposażony może być m.in. reflektory biksenonowe z funkcją adaptacji świateł AFS oraz światłami do jazdy dziennej wykonanymi w technologii LED, spryskiwacze reflektorów, elektrycznie składane lusterka boczne z funkcją ściemniania i pamięci ustawień oraz oświetleniem drzwi, elektrycznie regulowany fotel pasażera oraz kierowcy z funkcją pamięci, funkcję inteligentnego włączania i zmiany świateł, wielofunkcyjną kierownicę, bezkluczykowy system dostępu do pojazdu, czujniki parkowania, podgrzewane dysze spryskiwaczy przedniej szyby, system adaptacyjnego zawieszenia, ogrzewane i wentylowane przednie fotele oraz tylna kanapa, system utrzymywania pojazdu na danym pasie ruchu, system automatycznego parkowania, trzystrefową klimatyzację, elektryczne sterowanie dachu, funkcję monitorowania martwego pola, 8-głośnikowy system audio Standard doposażony m.in. w 6,5-calowy ekran dotykowy oraz Bluetooth, a także 12-głośnikowy system audio oraz skórzaną tapicerkę i system nawigacji satelitarnej w podstawowej wersji z 6,5-calowym ekranem dotykowym oraz dwoma gniazdami SD, a także w wersji rozszerzonej o 8-calowy ekran dotykowy, nawigację 3D, dostęp do sieci LTE z WiFi, dysk twardy oraz DVD i tuner TV.

### Silniki
| Silnik                                      | Pojemność skokowa [cm³] | Typ silnika        | Moc maksymalna [KM][KW] przy obr./min                             | Maks. moment obrotowy [Nm] przy obr./min  | Przyspieszenie 0-100 km/h [s] | Skrzynia biegów                                                                | Prędkość maks. [km/h] |                    |                    |                    |
| Silniki benzynowe:                          | Silniki benzynowe:      | Silniki benzynowe: | Silniki benzynowe:                                                | Silniki benzynowe:                        | Silniki benzynowe:            | Silniki benzynowe:                                                             | Silniki benzynowe:    | Silniki benzynowe: | Silniki benzynowe: | Silniki benzynowe: |
| ------------------------------------------- | ----------------------- | ------------------ | ----------------------------------------------------------------- | ----------------------------------------- | ----------------------------- | ------------------------------------------------------------------------------ | --------------------- | ------------------ | ------------------ | ------------------ |
| 1.4 TSI                                     | 1390                    | R4                 | 125 [92] / 5000-6000                                              | 200/1400-4000                             | 9,9                           | 6-stopniowa manualna                                                           | 208                   |                    |                    |                    |
| 1.4 TSI ACT                                 | 1390                    | R4                 | 150 [110] / 5000-6000                                             | 250/1500-3500                             | 8,6 9                         | 6-stopniowa manualna 7-stopniowa automatyczna DSG                              | 220                   |                    |                    |                    |
| 1.4 TSI ACT 4x4                             | 1390                    | R4                 | 150 [110] / 5000-6000                                             | 250 /1500-350                             | 9                             | 6-stopniowa manualna                                                           | 217                   |                    |                    |                    |
| 1,5 TSI GPF                                 | 1498                    | R4                 | 150 [110] / 5000-6000                                             | 250/1450-4600                             | 8,4 8,3                       | 6-stopniowa manualna 7-stopniowa automatyczna DSG                              | 225 227               |                    |                    |                    |
| 1.8 TSI                                     | 1798                    | R4                 | 180 [132] / 4500-6200                                             | 320/1450-3900                             | 8 8,1                         | 6-stopniowa manualna                                                           | 231                   |                    |                    |                    |
| 1.8 TSI                                     | 1798                    | R4                 | 180 [132] / 5100-6200                                             | 250/1250-5000                             | 8,2                           | 7-stopniowa automatyczna DSG                                                   | 230                   |                    |                    |                    |
| 2.0 TSI 2.0 TSI GPF                         | 1984                    | R4                 | 220 [162] / 4500-6200 190 [140] 4500-6100                         | 350/1500-4400 320/1500-5000               | 7 7.5                         | 6-stopniowa manualna 7-stopniowa automatyczna DSG                              | 243 246               |                    |                    |                    |
| 2.0 TSI 4x4 2.0 TSI 4x4 GPF 2.0 TSI 4x4 GPF | 1984 1984               | R4                 | 280 [206] / 5600-6500 272 [200] / 5100-6200 280 [206] / 5000-6500 | 350/1700-5600 350/2000-5400 400/2000-4900 | 5,5 5,3 5,2                   | 6-stopniowa automatyczna DSG 7-stopniowa automatyczna DSG                      | 250 250               |                    |                    |                    |
| Silniki wysokoprężne:                       |                         |                    |                                                                   |                                           |                               |                                                                                |                       |                    |                    |                    |
| 1.6 TDI                                     | 1598                    | R4                 | 120 [88] / 3600-4000                                              | 250/1650-3250                             | 9.8 9.9                       | 6-stopniowa manualna 6-stopniowa automatyczna DSG                              | 206                   |                    |                    |                    |
| 2.0 TDI                                     | 1968                    | R4                 | 150 [110] / 3500-4000                                             | 340/1750-3000                             | 9.0 8,9                       | 6-stopniowa manualna 6-stopniowa automatyczna DSG                              | 220 218               |                    |                    |                    |
| 2.0 TDI 4x4                                 | 1968                    | R4                 | 150 [110] / 3500-4000                                             | 340/1750-3000                             | 9,1                           | 6-stopniowa manualna                                                           | 217                   |                    |                    |                    |
| 2.0 TDI                                     | 1968                    | R4                 | 190 [140] / 3500-4000 190 [140]/ 3500-400 200 [145] /3700-4100    | 400/1750-3000                             | 8,3 8,1 7.9                   | 6-stopniowa manualna 6-stopniowa automatyczna DSG 7-stopniowa automatyczna DSG | 224 223               |                    |                    |                    |
| 2.0 TDI 4x4                                 | 1968                    | R4                 | 190 [140] / 3500-4000 200 [148]/ 3700-4100                        | 400/1750-3000 400/1800-3200               | 8,0 7.7                       | 6-stopniowa automatyczna DSG 7-stopniowa automatyczna DSG                      | 223 225               |                    |                    |                    |

## Czwarta generacja

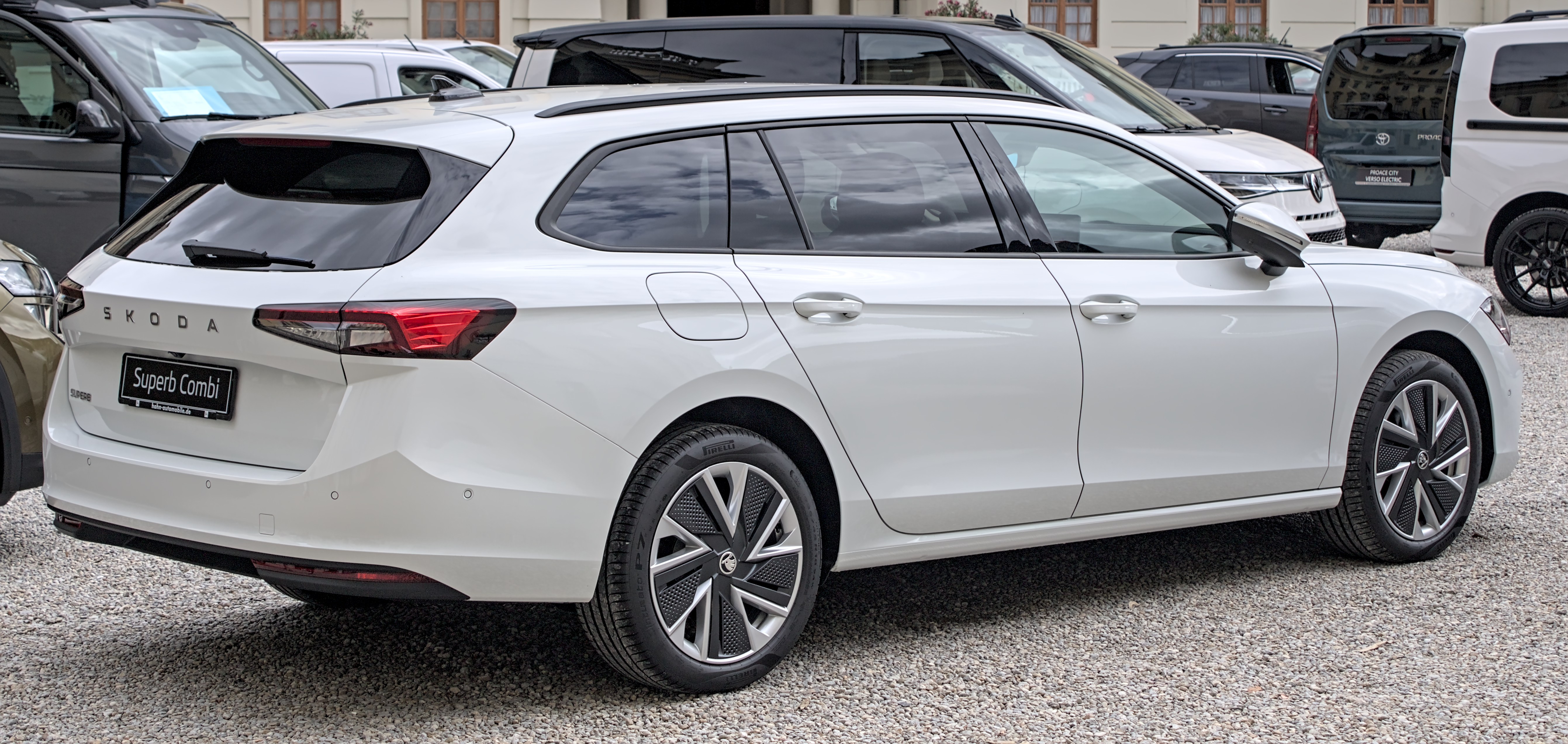
Škoda Superb IV Kombi - tył

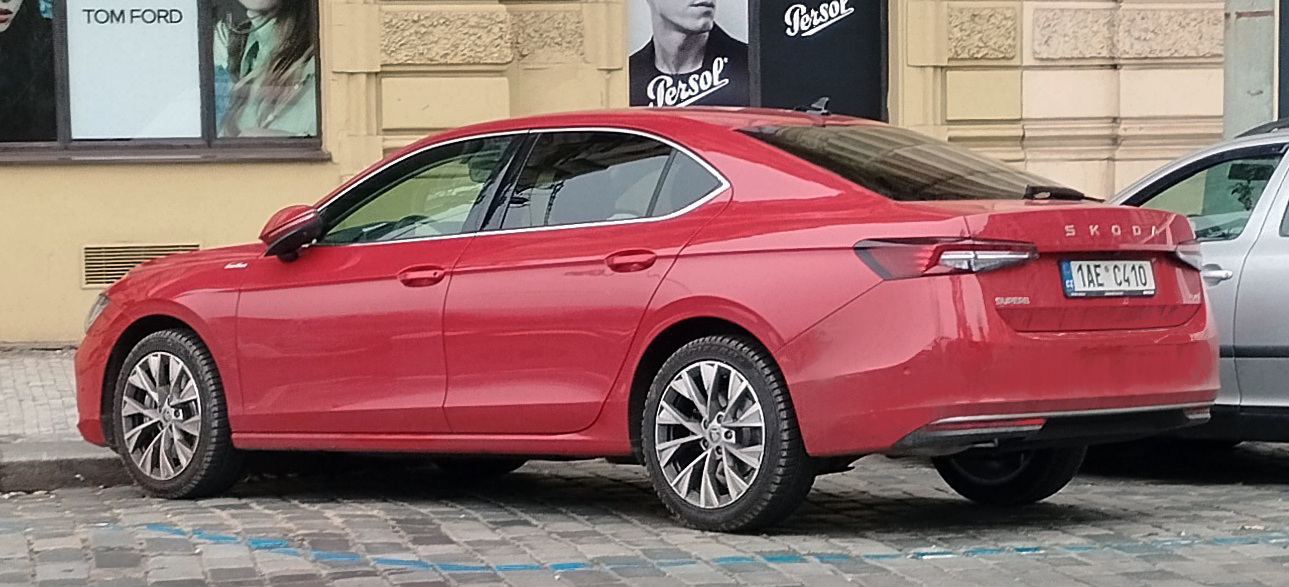
Škoda Superb IV Limousine

Škoda Superb IV została zaprezentowana 2 listopada 2023 roku. 
Samochód został zbudowany na bazie niemieckiej płyty podłogowej koncernu Volkswagen AG oznaczonej symbolem MQB, która została wykorzystana do produkcji m.in. Volkswagena Passata B9. W sierpniu 2023 jeszcze przed premierą opublikowane zostały zdjęcia wnętrza modelu. Po raz pierwszy w historii czwarta generacja powstaje razem z nową, bliźniaczą generacją Volkswagena Passata w Bratysławie, nie w Kvasinach. W przeciwieństwie do modelu bliźniaczego jest dostępny w wersji liftback. Ma większą długość i szerokość od poprzednika. Produkcja nowej generacji ruszyła 1 grudnia 2023 roku. Samochód trafił do sprzedaży wiosną 2024 roku. 

### Wyposażenie
- Essence
- Selection
- Laurin&Klement
- Sportline[32]

W zależności od wersji wyposażeniowej auto można wyposażyć m.in. w dwustrefową automatyczną klimatyzację, system multimedialny z 10-calowym ekranem,10-calowy zestaw cyfrowych wskaźników, podgrzewane przednie fotele, elektrycznie sterowane i podgrzewane lusterka boczne, elektrycznie sterowane szyby z przodu i z tyłu, reflektory Full LED, 16-calowe alufelgi, czujniki parkowania z tyłu i kamerę cofania, a także w system Front Assist, asystenta pasa ruchu i rozpoznawanie znaków.

### Silniki
| Silnik      | Pojemność skokowa [cm³] | Typ silnika | Moc maksymalna [KM][KW] przy obr./min | Maks.moment obrotowy [Nm] przy obr./min | Przyspieszenie 0-100 km/h [s] | Prędkość maks. [km/h] |
| ----------- | ----------------------- | ----------- | ------------------------------------- | --------------------------------------- | ----------------------------- | --------------------- |
| 1.5 e-TEC   | 1498                    | R4          | 150 [110]/5000–6000                   | 250/1500–3500                           | 9,3                           | 225                   |
| 2.0 TDI     | 1968                    | R4          | 150 [110]/3000–4200                   | 360/1600–2750                           | 9,3                           | 225                   |
| 2.0 TDI 4x4 | 1968                    | R4          | 193 [142]/3500–4200                   | 400/1750–3250                           | 7,6                           | 238                   |